# Liste des Premiers ministres d'Haïti
Cet article répertorie les Premiers ministres d'Haïti depuis la création de la fonction du poste en 1988.

## Liste des Premiers ministres d'Haïti
| N°             | Portrait | Nom (Naissance-Mort)                      | Mandat            | Mandat            | Mandat                    | Parti politique | Parti politique |
| N°             | Portrait | Nom (Naissance-Mort)                      | Début             | Fin               | Durée                     | Parti politique | Parti politique |
| -------------- | -------- | ----------------------------------------- | ----------------- | ----------------- | ------------------------- | --------------- | --------------- |
| 1              |          | Martial Célestin (1913-2011)              | 9 février 1988    | 20 juin 1988      | 4 mois et 11 jours        |                 | Sans            |
| Poste suspendu |          |                                           |                   |                   |                           |                 |                 |
| 2              |          | René Préval (1943-2017)                   | 13 février 1991   | 11 octobre 1991   | 7 mois et 28 jours        |                 | FNCD            |
| 3              |          | Jean-Jacques Honorat (1931-2023)          | 11 octobre 1991   | 19 juin 1992      | 8 mois et 8 jours         |                 | Sans            |
| 4              |          | Marc Bazin (1932-2010)                    | 19 juin 1992      | 30 août 1993      | 1 an, 2 mois et 11 jours  |                 | MIDH            |
| 5              |          | Robert Malval (1943)                      | 30 août 1993      | 8 novembre 1994   | 1 an, 2 mois et 9 jours   |                 | Sans            |
| 6              |          | Smarck Michel (1937-2012)                 | 8 novembre 1994   | 7 novembre 1995   | 11 mois et 30 jours       |                 | Sans            |
| 7              |          | Claudette Werleigh (1946)                 | 7 novembre 1995   | 27 février 1996   | 3 mois et 20 jours        |                 | FL              |
| 8              |          | Rosny Smarth (1940-2025)                  | 27 février 1996   | 20 octobre 1997   | 1 an, 7 mois et 23 jours  |                 | OPL             |
| Poste vacant   |          |                                           |                   |                   |                           |                 |                 |
| 9              |          | Jacques-Édouard Alexis (1947)             | 26 mars 1999      | 2 mars 2001       | 1 an, 11 mois et 4 jours  |                 | OPL             |
| 10             |          | Jean Marie Chérestal (1947)               | 2 mars 2001       | 15 mars 2002      | 1 an et 13 jours          |                 | FL              |
| 11             |          | Yvon Neptune (1946)                       | 15 mars 2002      | 12 mars 2004      | 1 an, 11 mois et 26 jours |                 | FL              |
| 12             |          | Gérard Latortue (1934-2023)               | 12 mars 2004      | 9 juin 2006       | 2 ans, 2 mois et 28 jours |                 | Sans            |
| 13             |          | Jacques-Édouard Alexis (1947)             | 9 juin 2006       | 5 septembre 2008  | 2 ans, 2 mois et 27 jours |                 | FL              |
| 14             |          | Michèle Pierre-Louis (1947)               | 5 septembre 2008  | 11 novembre 2009  | 1 an, 2 mois et 6 jours   |                 | Sans            |
| 15             |          | Jean-Max Bellerive (1958)                 | 11 novembre 2009  | 18 octobre 2011   | 1 an, 11 mois et 7 jours  |                 | FL/Inite        |
| 16             |          | Garry Conille (1966)                      | 18 octobre 2011   | 16 mai 2012       | 6 mois et 28 jours        |                 | Sans            |
| 17             |          | Laurent Lamothe (1972)                    | 16 mai 2012       | 14 décembre 2014  | 2 ans, 6 mois et 28 jours |                 | Sans            |
| –              |          | Florence Duperval Guillaume               | 21 décembre 2014  | 16 janvier 2015   | 26 jours                  |                 | Sans            |
| 18             |          | Evans Paul (1955)                         | 16 janvier 2015   | 26 février 2016   | 1 an, 1 mois et 10 jours  |                 | Alyans          |
| 19             |          | Fritz Jean                                | 26 février 2016   | 28 mars 2016      | 1 mois et 2 jours         |                 |                 |
| 20             |          | Enex Jean-Charles (1960)                  | 28 mars 2016      | 21 mars 2017      | 11 mois et 21 jours       |                 | Sans            |
| 21             |          | Jack Guy Lafontant (1961)                 | 21 mars 2017      | 17 septembre 2018 | 1 an, 5 mois et 27 jours  |                 |                 |
| 22             |          | Jean-Henry Céant (1956)                   | 17 septembre 2018 | 21 mars 2019      | 6 mois et 4 jours         |                 |                 |
| –              |          | Jean-Michel Lapin                         | 21 mars 2019      | 4 mars 2020       | 11 mois et 12 jours       |                 |                 |
| 23             |          | Joseph Jouthe (1961)                      | 4 mars 2020       | 14 avril 2021     | 1 an, 1 mois et 10 jours  |                 |                 |
| –              |          | Claude Joseph                             | 14 avril 2021     | 20 juillet 2021   | 3 mois et 6 jours         |                 |                 |
| 24             |          | Ariel Henry (1949)                        | 20 juillet 2021   | 24 avril 2024     | 2 ans, 9 mois et 4 jours  |                 |                 |
| –              |          | Michel Patrick Boisvert                   | 24 avril 2024     | 3 juin 2024       | 1 mois et 10 jours        |                 |                 |
| 25             |          | Garry Conille (1966) (transition)         | 3 juin 2024       | 10 novembre 2024  | 5 mois et 7 jours         |                 | Sans            |
| 26             |          | Alix Didier Fils-Aimé (1971) (transition) | 11 novembre 2024  | en fonction       | 6 mois et 14 jours        |                 | Vérité          |